# Massacre de Qaa
Le massacre de Qaa (arabe : مجزرة القاع) a eu lieu le 28 juin 1978, quatre villages de Baalback ont été attaqués : Ras Baalback, Qaa, Fakiha et Jdeide.
Le New York Times a rapporté que les victimes auraient participé au meurtre de 34 personnes il y a deux semaines dans la ville d'Ehden, dans le nord du pays. Le rapport cite Camille Chamoun disant que l'attaque contre les quatre villages a été menée par des « non-Libanais, non-civils » et que les hommes armés sont entrés dans les villages avec des listes de noms. La radio phalangiste a rapporté que quarante personnes avaient été kidnappées et que vingt-six d'entre elles avaient été tuées. Les morts seraient des membres du parti phalangiste et du Parti national-libéral de Chamoun.
15 jours plus tôt, les Phalanges avaient commis un massacre à Ehden, tuant quarante personnes dont Tony Frangié, le chef de la Brigade Marada et allié de la Syrie. Le massacre de Qaa avec pour motif la vengeance.